# گورستان چغا سعید
گورستان چغا سعید (۹۲ - H) مربوط به دوران‌های تاریخی پس از اسلام است و در شهرستان هرسین، روستای چغا سعید واقع شده و این اثر در تاریخ ۲۴ فروردین ۱۳۸۲ با شمارهٔ ثبت ۸۱۵۴ به‌عنوان یکی از آثار ملی ایران به ثبت رسیده است.